# Nomosphecia solisi
Nomosphecia solisi är en stekelart som beskrevs av Ian D. Gauld 1991. Nomosphecia solisi ingår i släktet Nomosphecia och familjen brokparasitsteklar. Inga underarter finns listade i Catalogue of Life.